# Bundesstraße 420
Die Bundesstraße 420 (Abkürzung: B 420) verbindet Rheinland-Pfalz mit dem Saarland und verläuft ziemlich genau in Ostnordost-Westsüdwest-Richtung.
Beginn ist direkt am Rhein in Nierstein (an der B 9), Ende an der Blies in Ottweiler. Diese Bundesstraße wird an keiner Stelle durch eine Autobahn ersetzt und besteht nahezu durchgehend nur aus einer Richtungsfahrbahn. Es existieren lediglich zwei zweispurige Abschnitte an den Steigungsstrecken von Unkenbach nach Callbach und zwischen Hochstätten und Fürfeld.

## Planungen

### Geplante östliche Verlängerungen nach Hessen von 2007
Im Oktober 2007 wurde eine Verlängerung der B 420 in östlicher Richtung kontrovers diskutiert. Dazu hätte eine Rheinbrücke bei Nierstein oder Oppenheim errichtet werden müssen. Die Streckenführung würde dann Richtung Groß-Gerau in Hessen verlaufen und auf die A 67 oder die B 44 münden.
Bereits in früherer Zeit wurde eine Verlängerung dieser Art diskutiert, für sie war allerdings B 26 als Bezeichnung angedacht. Sie hätte bei Oppenheim den Rhein gequert und wäre dann weiter südlich gen Darmstadt verlaufen und fortan als B 26 ihren Lauf gen Aschaffenburg und Bamberg fortgesetzt. Teile dieser Strecke sollten zu einem späteren Zeitpunkt zusammen mit der B 420 bis auf die Höhe Bad Kreuznach und ab dort neutrassiert weiter bis zur Mosel als Autobahn ausgebaut werden. Diese sogenannte Magistrale Brüssel-Prag hätte in diesem Teil die Bezeichnung A 60 getragen. Das dadurch entstehende Autobahnkreuz mit der A 61 bei Gau-Bickelheim wurde damals größtenteils fertiggestellt und dient heute als einfache Anschlussstelle.

### Bundesverkehrswegeplan 2030
Im Bundesverkehrswegeplan 2030 der 2016 veröffentlicht wurde, werden zwei Ortsumgehungsstrecken für die B 420 bekannt gegeben. Die erste direkt für Nierstein/Oppenheim als »Weiterer Bedarf mit Planungsrecht«, sowie eine südliche Umgehung für Wörrstadt und Sulzheim die als »Weiterer Bedarf« eingetragen ist.

## Tourismus

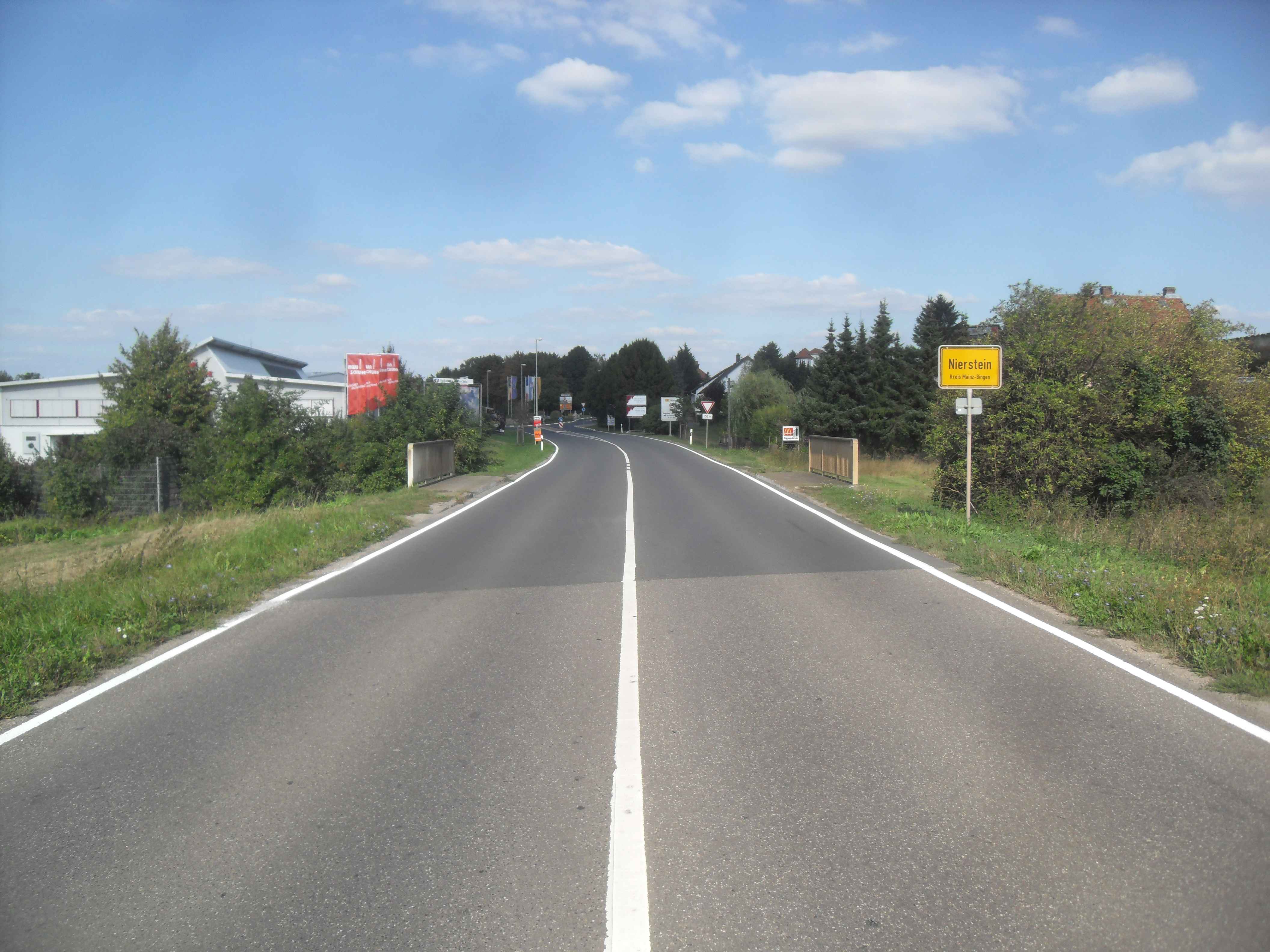
Die Bundesstraße 420 passiert die Niersteiner Ortseinfahrt

Diese etwa 124 km lange Straße führt überwiegend durch landschaftlich reizvolle und ruhige Gebiete. Nur an Wochenenden können einzelne Abschnitte – insbesondere am Glan – stark befahren sein.
Als sehenswert gelten die kleineren Weinörtchen im Rheinhessischen, die alte Residenzstadt Meisenheim, das alte Veldenzstädtchen Lauterecken und der zur Draisinen-Bahn umgebaute Streckenabschnitt (Bad Sobernheim – Lauterecken – Altenglan) der Glantalbahn entlang des Glans. Im Ostertal lohnen eine Fahrt mit der Museumsbahn Ostertalbahn und ein Abstecher über die gut erschlossenen Rad- und Wanderwege.

## Besonderheiten
- Die B 420 endet nicht auf einer anderen Bundesstraße (oder -autobahn), sondern an einer Landesstraße (L 124) in Ottweiler: Erst circa 150 m später erreicht man die B 41 zwischen St. Wendel und Saarbrücken. Vor dem Neubau der B 41 von Neunkirchen nach Ottweiler über den Kohlwald war die jetzige L 124 die B 41. Die B 41 wurde also in ihrem alten Abschnitt zur L 124 zurückgestuft.
- Sowohl Anfangs- als auch Endpunkt liegen unmittelbar an einer Eisenbahnbrücke: Der Anfang an einer Brücke der Kursbuch-Strecke 660 (Mainz–Worms–Ludwigshafen), das Ende an einer Brücke der Kursbuch-Strecke 680 (Nahetalbahn).
- In Wörrstadt hat sich eine Interessengemeinschaft der Anlieger gebildet, welche eine Umgehungsstraße fordert, da der dortige Streckenabschnitt eine Abkürzung von knapp zehn Kilometern zwischen den Bundesautobahnen 61 (Anschlussstelle Gau-Bickelheim) und 63 (Anschlussstelle Wörrstadt) darstellt.[2] Dies wurde bis zum Beginn der Straßenbauarbeiten Anfang 2011 in Wörrstadt von mautpflichtigen Lastkraftwagen genutzt und wurde während der Baumaßnahme für den Durchgangsverkehr gesperrt. Im Mai 2015 wurde ein Nachtfahrverbot für LKW zwischen 22 und 6 Uhr auf diesem Streckenabschnitt eingeführt.[3]
- Ebenfalls in Wörrstadt befindet sich seit Sommer 2022 ein Autohof an der Anschlussstelle zur Autobahn, der auch direkt von der Bundesstraße aus erreichbar ist.

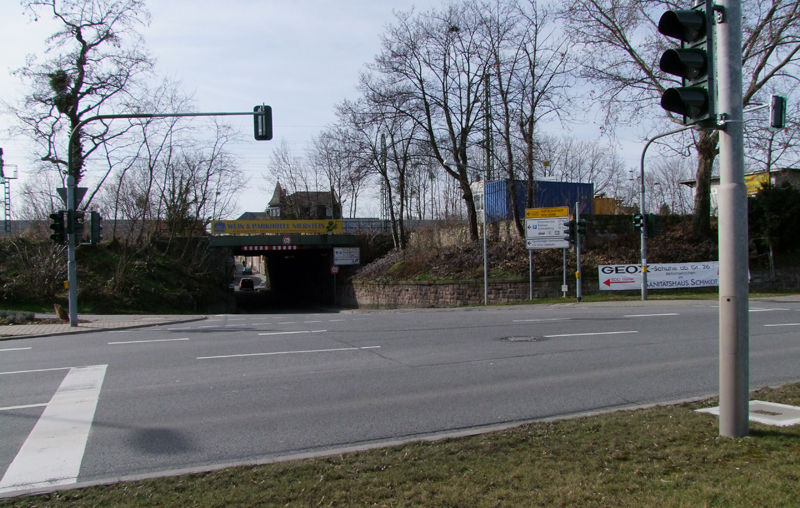
Nierstein: Beginn, im Vordergrund die B 9
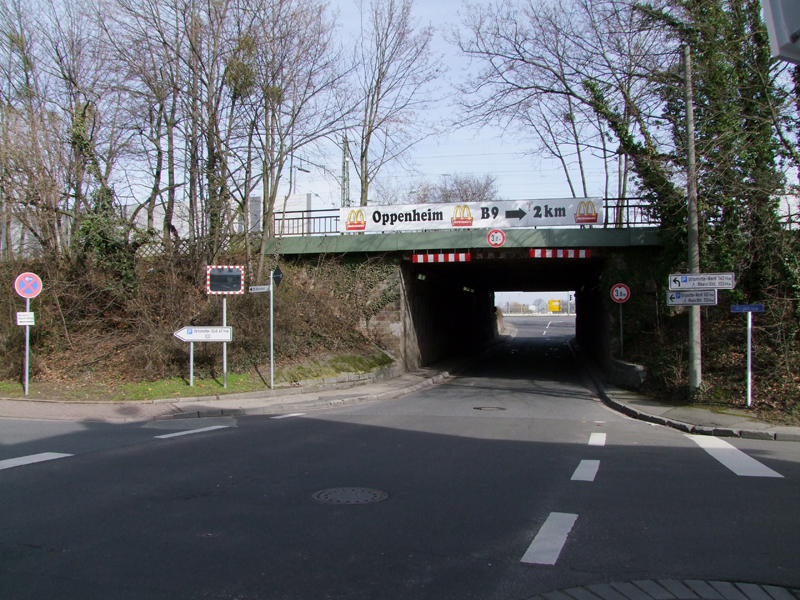
Nierstein: die andere Seite der Brücke
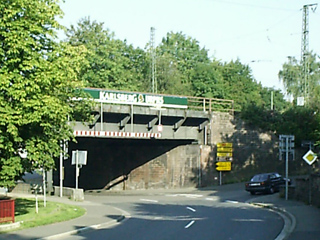
An der Eisenbahnbrücke der Nahetalbahn in Ottweiler biegt das Fahrzeug von der L 124 in die hier endende B 420, Blickrichtung: NW